# Eumelea obesata
Eumelea obesata là một loài bướm đêm trong họ Geometridae.